# Porva-Csesznek megállóhely
Porva-Csesznek megállóhely a GYSEV megálló-rakodóhelye a Veszprém vármegyei Csesznek községben. A vasútállomást a GYSEV 11-es számú Győr–Veszprém-vasútvonala érinti.
A Közép-dunántúli Pirostúra egyik pecsételő pontja.

## Története
Az állomást 2022. december 11-i hatállyal megálló-rakodóhellyé minősítették.

## Vasútvonalak
- Győr–Veszprém-vasútvonal (11)

## Kapcsolódó állomások
A vasútállomáshoz az alábbi állomások vannak a legközelebb:
- Vinye megállóhely (Győr vasútállomás, Győr–Veszprém-vasútvonal)
- Zirc vasútállomás (Veszprém vasútállomás, Győr–Veszprém-vasútvonal)

## Forgalom
| Járat        | Útvonal | Gyakoriság |
| ------------ | --- | ---------- |
| személyvonat | Győr – Győr-Gyárváros – Győrszabadhegy – Nyúl – Pannonhalma – Tarjánpuszta – Győrasszonyfa – Veszprémvarsány – Bakonygyirót – Bakonyszentlászló – Vinye – Porva-Csesznek – Zirc – Eplény – Veszprém | 2 óránként |

## Érdekességek
- Itt forgatták a Kántor című tévésorozat Ellopott vonat című epizódját; a történet szerint ennél az állomásnál térítették el a vonatot a magyar–osztrák határszakasz közvetlen közelében. Az állomás a filmben a Mecske nevet viselte.
- A vasútállomás épületében vasúttörténeti kiállítás és büfé található.